# (87269) 2000 OO67
(87269) 2000 OO67  — небольшой транснептуновый объект.
Был открыт в Серро-Тололо 29 июля 2000 года. Относится к объектам рассеянного диска.

## Характеристики орбиты
В апреле 2005 года (87269) 2000 OO67 находился в перигелии, на расстоянии 20,766 а. е. от Солнца (3,106523 миллиарда км, вблизи орбиты Урана). Большая полуось его орбиты составляет 544,482 а. е. (81,453391 миллиарда км), а орбита этого астероида очень вытянутая, её эксцентриситет 0,962. Афелий — очень далёкий — 1068,199 а. е (159,800258 миллиарда километра, больше чем у Седны). Оборот вокруг Солнца астероид делает примерно за 12 705,27 лет. Наклонение орбиты (i) составляет 20,071°.

## Физические характеристики
Диаметр (87269) 2000 OO67 оценивается в пределах от 28 до 87 км, масса — 2,3-69⋅1016 кг. Ускорение свободного падения — 0,0078-0,024 м/с². Альбедо — 0,10. Температура на поверхности составляет ~12 K.